# Кругове імовірне відхилення
Кругове імовірне відхилення (КІВ, англ. circular error probable, CEP, рос. круговое вероятное отклонение, КВО), також кругове ймовірнісне відхилення є мірою точності зброї у балістиці. Воно визначається як такий радіус навколо цілі, що в окреслений цим радіусом круг влучатиме 50 % випущених зі зброї боєприпасів: бомб, снарядів, бойових частин ракет, тощо.
Стандартне відхилення σ пов'язане з КІВ співвідношенням L = σ·√2 ln 2 ≈ 1,1774 σ.
Зі збільшенням відстані до цілі, досягнення невеликого кругового імовірного відхилення стає дедалі важчим завданням.
Точність головним чином, залежить від ступеня досконалості систем наведення (для керованих боєприпасів — ще систем управління), а також від їхніх аеродинамічних показників.
Сучасні крилаті ракети та керовані (кориговані) авіабомби мають КІВ, що не перевищує 10 метрів. Найточніші балістичні ракети мають КІВ менше 100 метрів, навіть за міжконтинентальних відстаней. Для порівняння — у найпершої балістичної ракети «Фау-2» (V2), створеної в Третьому Рейху 1942 року й яка мала практичну дальність польоту близько 250…270 кілометрів (найбільше — 320 км), КІВ становило від 4,5 до 6 км.